# Монастир
Монасти́р (араб. المـنسـتير‎ al-munastîr, от греческого μοναστήριον — монастырь; на тунисском диалекте — /lmisti:r/) — город в Тунисе, административный центр одноимённого вилайета, центр 549-тысячной собственной агломерации и второй центр 1,5-миллионной полицентрической конурбации Сус—Монастир—Махдия. Рыболовный порт, морской курорт, родной город первого президента Туниса Хабиба Бургибы. Население — 106556 человек (2022).
Город расположен на скалистом полуострове центрального побережья Туниса в 20 км к югу от Суса и в 162 км к югу от столицы страны, Туниса.
Монастир стоит на месте древнего финикийского города-колонии Рус Пенна, основанного в V веке до нашей эры. Современный город основан на руинах нумидийского города Руспины, близ которого 4 января 46 до н. э., в ходе противостояния Цезаря с Помпеем, произошла серия ожесточённых столкновений между войсками двух бывших триумвиров, завершившихся с переменным успехом; во время боёв был серьёзно ранен помпеянец Марк Петрей. В V веке нашей эры византийцы возвели здесь мощную крепость для защиты торгового порта.
Главной исторической достопримечательностью Монастира являются крепость-рибат Хартем. В Монастире также есть медина, монументальный мавзолей Хабиба Бургибы, музей исламского искусства, мечети Соборная, Сиди Али эль-Мезери на кладбище Куббу и другие, гавань-марина с прогулочными кораблями, большая набережная со скальными мысами, променадом, пляжами и статуей русалки. В городе действуют детский парк развлечений, яхт-клуб, дайвинг-центр, гольф-клуб, школа верховой езды в Сканесе. Есть также большое количество ресторанов, баров, сувенирных магазинов. Сохранились старые панорамные виды города и его окрестностей, сделанные французской военно-морской разведкой с борта дирижабля в 1924 году.
Неподалёку от города есть крупный международный аэропорт Монастир-Бургиба, связанный со многими городами Европы и России. Город связан с другими городами страны автотрассами, междугородными автобусами и красно-полосатыми междугородными маршрутными такси (т. наз. луажами). Через город, а также аэропорт Монастир-Бургиба, проходит электричка агломерации Сус—Монастир—Махдия Sahel Metro. Городской транспорт представлен автобусами, сине-полосатыми маршрутными такси-луажами и такси.
Русский след. В результате Великого Русского исхода 1920 года из Крыма русская эскадра пришла в Бизерту как главный воинский и беженский лагерь, определённый французским командованием. Со временем морские чины и беженцы, в том числе казаки, стали сходить на берег и расселяться сначала в окрестностях Бизерты и в Тунисе, затем по другим городам страны. Город Монастир стал одним из районов расселения русских эмигрантов.

## Галерея

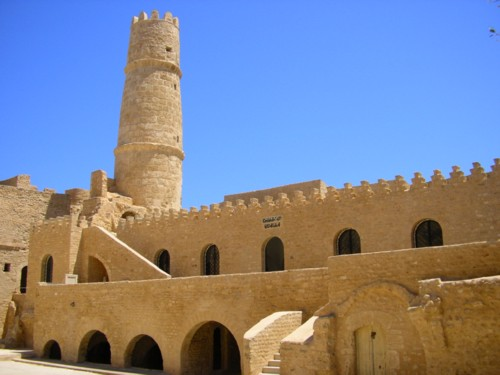
Крепость-рибат Хартем
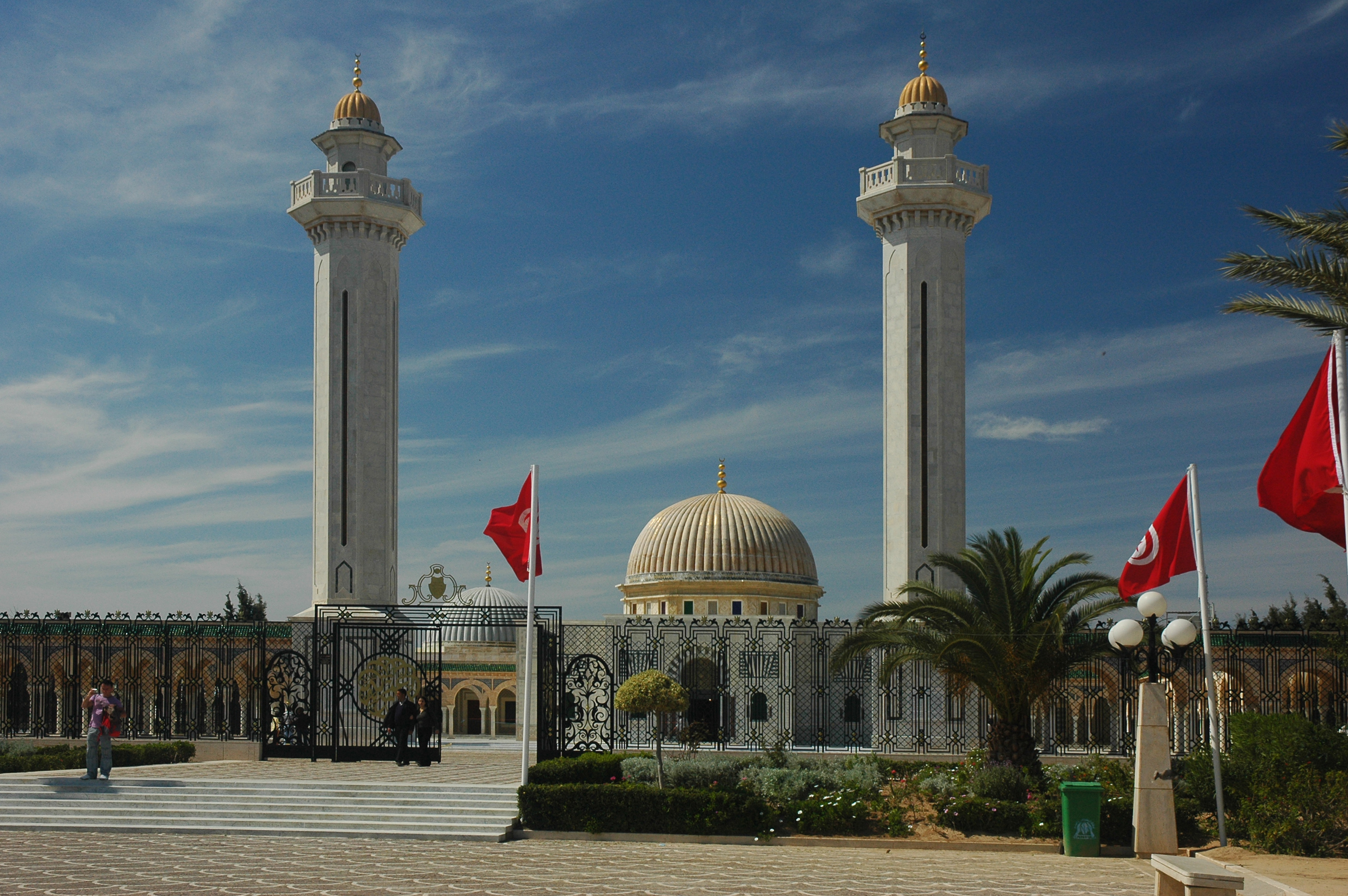
Мавзолей Хабиба Бургибы
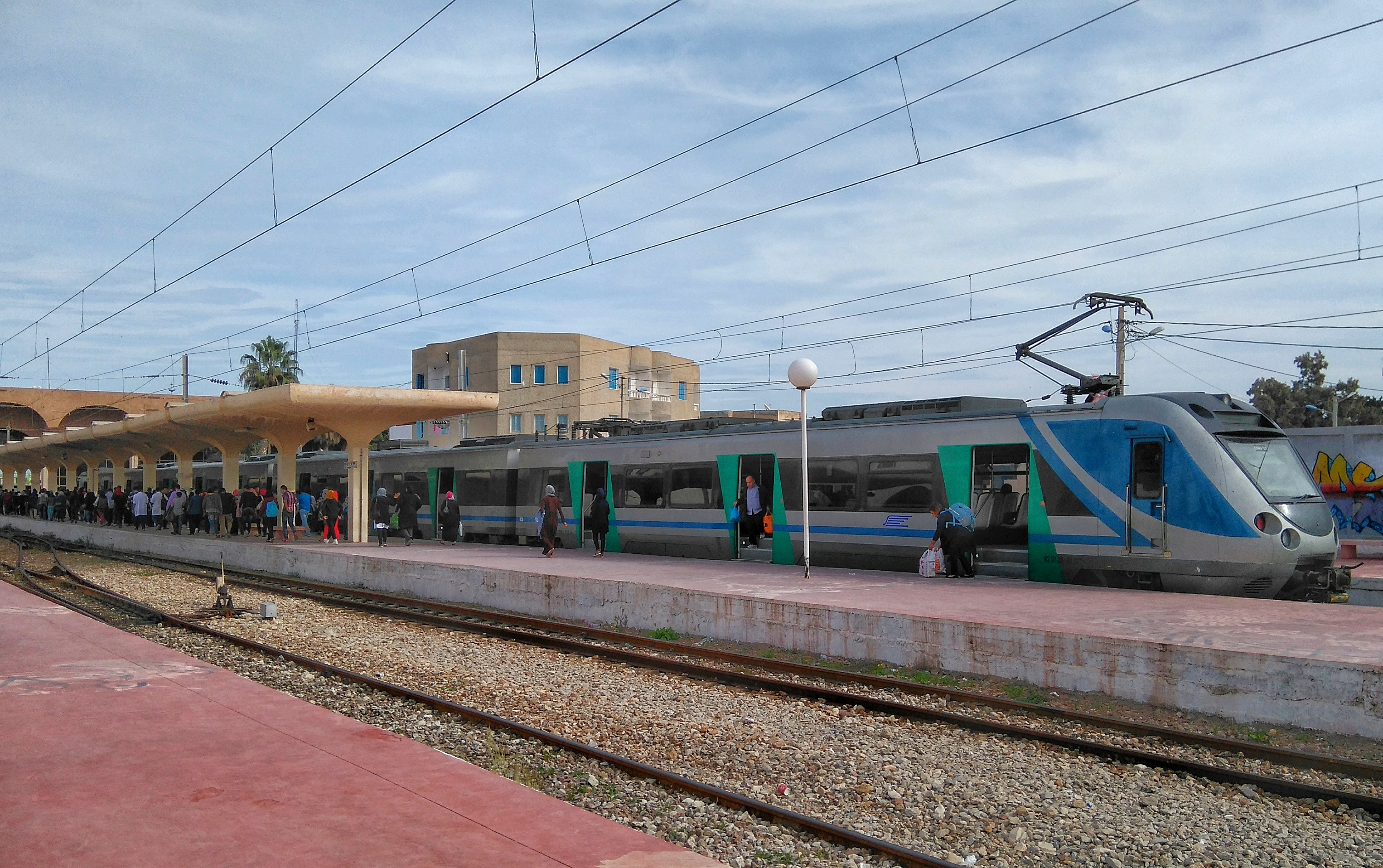
Поезд Sahel Metro на вокзале в Монастире

## Города-побратимы
- Душанбе, Таджикистан
- Маниса, Турция (27 июля 1987)[3]
- Мюнстер, Германия (11 марта 1969)[4]
- Сент-Этьен, Франция (июнь 2012)[5]
- Тимишоара, Румыния (8 августа 2017)[3]